# Cardotia
Cardotia là một chi rêu trong họ Dicranaceae.